# Jamieson River
Jamieson River är ett vattendrag i Australien. Det ligger i delstaten Victoria, omkring 120 kilometer nordost om delstatshuvudstaden Melbourne.
I omgivningarna runt Jamieson River växer i huvudsak städsegrön lövskog. Runt Jamieson River är det mycket glesbefolkat, med 2 invånare per kvadratkilometer. Genomsnittlig årsnederbörd är 1 627 millimeter. Den regnigaste månaden är juni, med i genomsnitt 193 mm nederbörd, och den torraste är januari, med 71 mm nederbörd.